# 笑い飯の月曜お楽しみアワー
『笑い飯の月曜お楽しみアワー』（わらいめしのげつようおたのしみアワー）は、2014年3月から2015年3月までMBSラジオで毎週月曜日の深夜（火曜日の未明）に放送されていたバラエティ番組。笑い飯の冠番組で、編成上は「浮かれてマンデーナイト」の第1部に当たる。
2010年10月から2014年3月までは、『笑い飯の金曜お楽しみアワー』（わらいめしのきんようおたのしみアワー）というタイトルで、毎週金曜日の22:00 - 翌0:50に放送されていた。

## 概要
MBSラジオでは、2014年度の春季改編で、深夜番組の大幅な見直しに着手。月曜日の22:00 - 翌2:30にコンプレックス形式の番組レーベル枠「浮かれてマンデーナイト」を新設するとともに、改編前まで独立番組として放送されていた「笑い飯の金曜お楽しみアワー」を第1部に組み込んだ。なお、この改編で放送曜日を変更したため、タイトルも「笑い飯の月曜お楽しみアワー」に改めている。
「笑い飯の金曜お楽しみアワー」時代から、リスナー参加型コーナーが中心の構成で、全編にわたって生放送を実施。「笑い飯の金曜お楽しみアワー」時代の2013年1月6日からは、当番組からの派生企画として、「めざせ賞金5万円　MBSラジオ演芸　ヤングスネーク杯」（芸歴5年目までのお笑い芸人を対象にした演芸コンテスト）を年に数回開催している。

## 主な出演者

### パーソナリティー
- 笑い飯
- 彩羽真矢

### ナレーター
- 上泉雄一（毎日放送アナウンサー） - 「笑い飯の金曜お楽しみアワー」時代から、事前収録で「とれとれ5番勝負」のみ担当。

## 主なコーナー
- 「今週のメールテーマ」　
  - 笑い飯のメンバーが聞きたいことについて、リスナーからのメッセージを紹介する。
- 「Talk to me トコナミ～トクトコ～」　
  - 笑い飯に向けて、トークや即興漫才のテーマをリスナーから募集する。コーナータイトルは、かつて笑い飯と同じ吉本興業で漫才コンビとして活動していた「トクトミトコナミ」にちなむ。
- 「とれとれ5番勝負」　
  - 笑い飯のメンバーがチームを組んだうえで、毎回1つの「お題」に沿って、5番勝負形式でネタを競い合う大喜利企画。放送上は、お題の発表とネタの読み上げを上泉が担当。上泉自身がネタを披露することもある。
- 「西田プロデュース・つっぱり大相撲笑月場所」　
  - リスナーから寄せられた大相撲の力士のアイデアを募集する。
- 「新・ブスの25か条」
  - 宝塚音楽学校に貼られていたという都市伝説「ブスの25か条」に匹敵する、当たり前のようだが、それができていないとブスと思われる行為についてリスナーから寄せてもらう。このコーナーは、パートナーの彩羽がかつて宝塚歌劇団に在籍していたことにも由来する。
- 「茶屋町お笑いコロシアム」
  - 吉本興業所属の若手漫才師・ピン芸人2組によるトーナメント形式のお笑いバトル。5週にわたってトーナメントを勝ち抜いた芸人には、チャンピオンに認定するとともに、番組のコーナーとして放送する企画案を持ち込める権利が与えられる。

## プロ野球ナイトゲーム中継を延長した場合の対応
- 笑い飯の金曜お楽しみアワー時代（2011年度 - 2013年度）
  - 『MBSタイガースライブ』（2013年度までの中継タイトル）で21:00以降も中継を実施した場合には、本来21時台に放送する1時間の生放送番組『報道するラジオ』をはさんで、中継終了から1時間後にスタート。最大25:20（土曜1:20）までの範囲で、放送枠のスライドや放送時間の短縮で対応していた。
- 笑い飯の月曜お楽しみアワーへの移行後（2014年度 - ）
  - 月曜日は原則としてプロ野球の公式戦を組んでいないため、笑い飯の金曜お楽しみアワー時代に比べて、放送時間に遅れが生じる可能性は低い。ただし、月曜日が祝日と重なった場合や、セ・パ交流戦の日程との兼ね合いなどから『MBSベースボールパーク』（2014年度から中継タイトル）としてプロ野球のナイトゲームを月曜日に中継することがある。この場合には、中継の終了時間にかかわらず、本来19:00 - 19:30に放送しているスポンサー付き番組『弁護士の放課後 ほな行こか〜』を中継終了後から（21:00までに終了した場合は21:00 - 21:30に）放送。さらに、『U.K. BEAT FLYER』（当番組の前枠で放送中のスポンサー付き1時間番組）と『MBSニュース・お天気のお知らせ』（5分間の独立番組）もはさむため、当番組は中継終了95分後（早く終了した場合は22:35）から放送する。ただし、当番組と同じ生放送である「浮かれてマンデーナイト」第2部（本来の放送時間は24:30 - 26:30=火曜0:30 - 2:30）の『八光・スマイルのおしゃべり親分』との兼ね合いで、放送時間を通常より35分短縮する。
  - 中継が22:00以降も続いた場合には、前述のスポンサー付き番組を契約上必ず放送する関係で、当番組の放送時間をさらに短縮することがある。その一方で、月曜日に予定されていたナイトゲームが中止になった場合には、通常の時間帯で放送する。

## 派生企画「MBSラジオ演芸　ヤングスネーク杯」
「ラジオによる『耳で楽しむ』賞レース」「夢見話の1000万より、目先の5万を取りに行け!」という触れ込みで、『笑い飯の金曜お楽しみアワー』時代の2013年1月6日（日曜日）に、『MBSサンデースペシャル』枠で第1回を放送。その後、『笑い飯の月曜お楽しみアワー』『アキナ・大吉洋平の「週刊ヤングマンデー」』『週刊ヤングフライデー』に引き継がれ、年に1回のペースで開催している。また後継番組内で定期的に「ヤングスネーク杯への道」という選考会が行われている。タイトルの「ヤングスネーク」には、第1回を開催した2013年の干支（巳）に、世間ではほぼ無名の若手芸人が蛇（スネーク）さながらにブレイクのチャンスを虎視眈々と狙う姿を重ね合わせている。
上泉の後輩に当たるアナウンサーで、大学生時代にM-1グランプリへ出場した経験を持つ福島暢啓（毎日放送アナウンサー）が、第1回から司会を担当。第2回（2013年8月19日放送）までは、毎日放送本社（M館）のラジオスタジオ（大阪市北区茶屋町）から放送していた。『海の日ホリデースペシャル　MBSラジオ茶屋町夏祭り』内の企画として放送された第3回（2014年7月21日）では、同局本社M館1階「ちゃプラステージ」からの公開生放送へ移行したほか、笑い飯が司会に加わっている。第4回（2015年10月12日）では、福島アナに代わり、豊崎由里絵（当時毎日放送アナウンサー）が司会に加わった他、第1回優勝のアキナも「スペシャルサポーター」として参加している。第5回（2016年12月18日）では、豊崎アナに代わり、藤林温子（毎日放送アナウンサー）が司会に加わった。
優勝賞金は5万円で、出場資格は芸歴5年以内の芸人。第2回までは、笑い飯と同じ吉本興業の所属で、この条件を満たした芸人だけが出場していた。ただし、第3回からは、他の芸能事務所に所属する芸人にも門戸を開いている。また、毎日放送の演芸・バラエティ系番組のスタッフ（新堂裕彦など）や、スポーツニッポン大阪本社の芸能担当記者がネタの審査を担当。ラジオでの放送と連動しているため、出場者には他のコンテストと違って、聴くだけで面白さが伝わる「ラジオ芸」を求めている。
放送では、予選を通過した芸人に、主催者推薦などで予選を免除された芸人（通称「毒ヘビ枠」）を加えた10組が登場。1組につき3分以内（オーバーした場合、減点される）で持ちネタを披露（審査員は直接舞台を見ることは無く、別室で音声のみを聴いてラジオと同じ感覚で審査する）した後に、5名（第9回では4名）の審査員（第3回からはリスナー・観客がスマートフォンで投票を行い、その結果も加味される）によるジャッジで、決勝に進出できる芸人2組を選ぶ。決勝では、1組につき4分以内で持ちネタを披露。審査員による多数決（第9回では審査員が4名なので、観客の投票結果も加える）によって、優勝者と準優勝者を決定する。
過去の優勝者と準優勝者は以下のとおり。毎日放送では2014年度から、自社で主催する演芸関係のコンテストを、当コンテストと「歌ネタ王決定戦」（MBSテレビで2013年度から開催）に集約している。
- 第1回（2013年1月6日）　優勝：アキナ、準優勝：三浦マイルド
  - 三浦マイルドは、決勝で「広島弁講座」というネタを披露。1ヶ月後の2月11日に開催されたR-1ぐらんぷり2013では、このネタで優勝した。
- 第2回（2013年8月19日）　優勝：守谷日和、準優勝：ヒガシ逢ウサカ
- 第3回（2014年7月21日）　優勝：吉田たち、準優勝：デルマパンゲ
  - 2013年のMBS漫才アワード（MBSテレビで同年度まで開催していた演芸コンテスト）で優勝した吉田たちが、決勝で審査員から満票を獲得した。
- 第4回（2015年10月12日）優勝：セルライトスパ、準優勝：ジュリエッタ
- 第5回（2016年12月18日）優勝：マルセイユ、準優勝：ジュリエッタ
- 第6回（2017年12月17日）優勝：ロングコートダディ、準優勝：ダブルアート
- 第7回（2019年1月21日）優勝：デルマパンゲ、準優勝：ニッポンの社長
- 第8回（2020年1月14日）優勝：コウテイ、準優勝：丸亀じゃんご
- 第9回（2024年5月21日）優勝：豪快キャプテン、準優勝：バッテリィズ